# Giles d’Argentan
Giles d’Argentan (1280 körül – Bannockburn, 1314. június 24.) norman származású angol lovag, korának ismert katonája és bajvívója, aki II. Eduárd angol király szolgálatában halt meg a skótok elleni háborúban.

## Élete
Giles d’Argentan feltehetően Sir John Argentein öccse volt, aki William Bereford főbíró Agnes nevű lányát vette el. Az is elképzelhető, hogy csak unokatestvérek voltak. Születési dátuma ismeretlen, a feltételezések szerint 1280 körül láthatta meg a napvilágot. 1302-ben egy Peter de Dene nevű férfi azzal vádolta meg, hogy embereivel betört hozzá, bántalmazta szolgáit és eltulajdonította javait. Ugyanennek az évnek novemberében néhány bajtársával otthagyta a skóciai hadjáratot, hogy részt vegyenek a Byfleetben rendezett lovagi tornán. I. Eduárd angol király 1303. március 8-án elkobozta Giles földjeit, és letartóztatta a lovagot birtokháborításért és a bíróság semmibe vevéséért. 1304 áprilisában szabadult a börtönből, hogy részt vehessen a stirlingi vár ostromában. A csatában tanúsított magatartása miatt a király június 28-án kegyelemben részesítette.
1306 októberében ismét dezertált, hogy 21 fiatal lovaggal az európai kontinensre utazzon, és bajvívó tornákon vegyen részt. I. Eduárd ismét elrendelte az őrizetbe vételét. Eduárd walesi herceg közbenjárására a király 16 lovagnak megkegyelmezett 1307. január 23-án, de Giles d’Argentan nem volt köztük. Júliusban meghalt I. Eduárd, és fia, II. Eduárd követte a trónon. Az uralkodó a cambridge-i kastély parancsnokának nevezte ki d’Argentant 1308. március 12-én. Giles d’Argentan részt vett a dunstable-i lovagi tornán John Argenteinnel 1309 márciusa körül. 1309. május 28-án nem talált legyőzőre a Stepney-ben rendezett tornán. Négy héttel később azzal vádolták meg, hogy társaival megtámadta Richard Aylwardot Colchesterben. 1310 szeptemberében csatlakozott a skót hadjárathoz.
1311-ben a Szentföldre indult, hogy részt vegyen a keresztes háborúban, de úton Rodosz felé fogságba esett, és Szalonikiben tartották fogva. 1313 nyarán Eduárd a máltai lovagrend és a genovai podeszta közbenjárását kérte Giles d’Argentan kiszabadítása érdekében. Az uralkodó október 12-én ismét levelet írt tíz nagy befolyású személynek, köztük Szicília urának a lovag kiszabadításáért. 1314. március 12-én Giles d’Argentan visszaérkezett Angliába. Az 1314. június 23-24-ei bannockburni csatában azt a feladatot kapta Pembroke grófjával, hogy II. Eduárd testőre legyen. Amikor nyilvánvalóvá vált, hogy a csata elveszett, az uralkodó kísérete elhagyta a harcmezőt. Sir Thomas Gray visszaemlékezése szerint amikor a király kellő távolságra jutott a skót hadaktól, a lovag azt mondta Eduárdnak, hogy eddig sem volt szokása megfutamodni a csatából, és most sem akar így tenni. Giles d’Argentan visszalovagolt az ütközetbe, ahol életét vesztette.
Utódot nem hagyott hátra, örököse unokaöccse, Sir William Argentein lett. John Barbour skót költő őt nevezte a keresztény Európa harmadik legjobb lovagjának, VII. Henrik német-római császár és I. Róbert skót király után.